# محمد عبد الله عمر
محمد عبد الله عمر (بالصومالية: Maxamed Cabdullahi Omaar)‏ (و.15 مايو 1962-) سياسي ودبلوماسي صومالي. شغل منصب وزير خارجية الصومال مرتين. وهو شقيق الصحفي راجح عمر. تلقى عمر تعليمه في مدرسة داخلية في دورست قبل تخرجه من كلية ترينيتي بجامعة أكسفورد

## الحياة السياسية
عُين وزيرًا لخارجية الصومال في 20 فبراير 2009 من قبل رئيس الوزراء آنذاك ، عمر عبد الرشيد علي شارماركي. بعد عمله في عدة مناصب حكومية، أُعيد تعيين عمر وزيرًا للخارجية في 12 نوفمبر 2010، من قبل رئيس الوزراء الصومالي الجديد، محمد عبد الله محمد. وبعد تعديل وزاري في فبراير 2012، تم تعيين عبد الله حاج حسن عمار وزيراً للخارجية خلفًا له.